# Distrito de Santa Cruz de Toledo
El distrito de Santa Cruz de Toledo es uno de los ocho que conforman la provincia de Contumazá ubicada en el departamento de Cajamarca en el Norte del Perú.  
Desde el punto de vista jerárquico de la Iglesia católica forma parte de la diócesis de Cajamarca, sufragánea de la arquidiócesis de Trujillo.

## Historia
El distrito de Santa Cruz de Toledo fue creado mediante Ley N.º 15416 del 29 de enero de 1965, en el primer gobierno del Entonces Presidente del Perú, Fernando Belaúnde Terry.

## Geografía
- Ríos: Contumazá
- Lagos: .

## Capital
Su capital es la ciudad de Toledo, ubicada a 2416 m s. n. m.

## Autoridades

### Municipales
- 2019 - 2022[2]
  - Alcalde: Raúl Moisés Plasencia León, del Movimiento de Afirmación Social.
  - Regidores:

  1. José Antonio Uceda Pretel (Movimiento de Afirmación Social)
  2. Daniel Alfredo Villena Zocon (Movimiento de Afirmación Social)
  3. Ilder Alamiro Rodríguez Uriol (Movimiento de Afirmación Social)
  4. Keili Yohela Pretel Uriol (Movimiento de Afirmación Social)
  5. Juan Américo Mostacero Mostacero (Frente Regional de Cajamarca)

### Policiales
- Comisario:     PNP. Joel Cerna Espinal.

## Festividades
celebración de la fiesta santísima virgen del arco. Que se celebra en diciembre y los días centrales son 27,28,29. En honor a la Santísima Virgen del Arco. 